# Эрба-Одескальки, Антонио
Антонио Мария Эрба-Одескальки (итал. Antonio Maria Erba-Odescalchi; 21 января 1712, Милан, Миланское герцогство — 28 марта 1762, Рим, Папская область) — итальянский куриальный кардинал и доктор обоих прав. Правнучатый племянник  Иннокентия XI, племянник кардинала Бенедетто Эрба-Одескальки и дядя кардинала Карло Одескальки. Секретарь Священной Конгрегации индульгенций и священных реликвий с 1740 по октябрь 1754. Магистр Палаты Его Святейшества с июля 1758 по 24 сентября 1759. Титулярный архиепископ Никеи с 24 по 28 сентября 1759. Генеральный викарий Рима с 28 сентября 1759 по 28 марта 1762. Префект Священной Конгрегации резиденций епископов с 28 сентября 1759 по 28 марта 1762. Кардинал-священник с 24 сентября 1759, с титулом церкви Сан-Марчелло с 19 ноября 1759. 